# 小幡朱里
小幡 朱里（おばた じゅり）は日本で活動するミュージカル俳優である。神奈川県横浜市出身。劇団四季所属。

## 来歴
幼い時からクラシックバレエを学び17歳（高校2年生）の時にフランスカンヌロゼラハイタワーバレエ学校に留学。帰国後
立教大学仏文学部に入学し卒業後2013年に劇団四季のオーディションに合格し研究所へ入所。同年9月に李香蘭に初出演を果たす。

## 出演作品
- ミュージカル李香蘭（2013年アンサンブル）
- ふたりのロッテ（2013年モニカ）
- 魔法をすてたマジョリン（2014年花嫁）
- オペラ座の怪人（2014年アンサンブル7枠）
- クレイジー・フォー・ユー（2015年ベラ）
- アラジン（2016年アンサンブル1枠、4枠）[1]
- 嵐の中の子どもたち（2017年セシリー）[2]